# Liste der Naturschutzgebiete im Rhein-Lahn-Kreis
Im rheinland-pfälzischen Rhein-Lahn-Kreis gibt es zwölf Naturschutzgebiete.
| Name                                          | Bild | Kennung               | Kreis            | Einzelheiten | Position | Fläche Hektar | Datum          |
| --------------------------------------------- | ---- | --------------------- | ---------------- | --- | -------- | ------------- | -------------- |
| Ruppertsklamm                                 |      | 7141-001 WDPA: 82465  | Rhein-Lahn-Kreis | Niederlahnstein Felsenschlucht in einem Seitental der Lahn | ⊙        | 14,83         | 1936           |
| Hohlenfelsbachtal                             | BW   | 7141-002 WDPA: 318562 | Rhein-Lahn-Kreis | Mudershausen, Allendorf, Hahnstätten Hohlenfelsbachtal bei Burg Hohlenfels sowie angrenzende Orchideenwaldbereiche auf Kalkböden; Feuchtwiesen, Hochstaudenfluren und Gewässer                                                       | ⊙        | 110,89        | 2002           |
| Rheinhänge von Burg Gutenfels bis zur Loreley |      | 7141-004 WDPA: 318982 | Rhein-Lahn-Kreis | St. Goarshausen, Bornich, Dörscheid, Kaub Lebensräume des Mittelrhein-Durchbruchtales mit seinen Seitentälern; insbesondere Xerothermbiotope wie Felspartien, offene und gehölzbestandene Flächen und Trockenmauern                  | ⊙        | 626,36        | 1999           |
| Gabelstein-Hölloch                            |      | 7141-006 WDPA: 81708  | Rhein-Lahn-Kreis | Cramberg, Laurenburg, Scheidt Zerklüfteter, felsiger Lahnhang bei Cramberg | ⊙        | 68,42         | 1981           |
| Koppelstein-Helmestal                         | BW   | 7141-018 WDPA: 164207 | Rhein-Lahn-Kreis | Lahnstein Schieferfelsen, Trockenrasen- und Halbtrockenrasen, Brachflächen, extensiv genutztes Grünland, Feuchtbereiche und trocken-warme Waldgesellschaften                                                                         | ⊙        | 86,97         | 1980           |
| Kiesgrube Einsiedel                           | BW   | 7141-020 WDPA: 164078 | Rhein-Lahn-Kreis | Singhofen Feuchtflächen als Lebensraum seltener Pflanzen- und Tierarten | ⊙        | 10,54         | 1985           |
| Auf der Schottel                              |      | 7141-026 WDPA: 162288 | Rhein-Lahn-Kreis | Osterspai Lebensraum seltener Tierarten, Brut-, Rast- oder Überwinterungsgebiet für Vögel | ⊙        | 28,75         | 1991           |
| Reichelsteiner Bachtal                        | BW   | 7141-027 WDPA: 165128 | Rhein-Lahn-Kreis | Dahlheim, Eschbach, Gemmerich, Weyer Lebensraum seltener Pflanzen- und Tierarten | ⊙        | 69,83         | 1990           |
| Nieverner Wehr                                |      | 7141-030 WDPA: 82252  | Rhein-Lahn-Kreis | Nievern, Fachbach in der Verbandsgemeinde Bad Ems-Nassau Feuchtgebiet mit Wasserflächen der Lahn, Flachwasserzonen und FeuchtLändereien; Lebensraum in ihrem Bestande bedrohter Tierarten, insbesondere seltener Vogelarten          | ⊙        | 7,806         | Format invalid |
| Steinbruch Fachingen                          | BW   | 7141-034 WDPA: 165690 | Rhein-Lahn-Kreis | Birlenbach Aufgelassener Steinbruch mit Wasserflächen | ⊙        | 11,74         | 1984           |
| Schleuse Hollerich                            |      | 7141-041 WDPA: 165411 | Rhein-Lahn-Kreis | Nassau, Obernhof und Seelbach in der Verbandsgemeinde Bad Ems-Nassau Feuchtgebiet mit Wasserflächen der Lahn, Flachwasserzonen und FeuchtLändereien; Lebensraum in ihrem Bestande bedrohter Tierarten, insbesondere der Würfelnatter | ⊙        | 43,4762       | 1984           |
| Wacholderheide bei Welterod                   | BW   | 7141-074 WDPA: 319264 | Rhein-Lahn-Kreis | Welterod Wacholderheide | ⊙        | 2,65          | 1961           |
| Legende für Naturschutzgebiet                 |      |                       |                  | |          |               |                |